# Slobodan Komljenović
Slobodan Komljenović (in serbo Слободан Комљеновић?; Francoforte sul Meno, 2 febbraio 1971) è un ex calciatore serbo con cittadinanza tedesca, di ruolo difensore.